# Giancarlo Alessandrelli
Giancarlo Alessandrelli (né le 4 mars 1952 à Senigallia dans la province d'Ancône en Italie) est un footballeur italien, qui évoluait au poste de gardien de but.

## Biographie
Au niveau de sa carrière de club, Giancarlo Alessandrelli a évolué pour les équipes du Ternana Calcio (1972-1973), de l'AC Arezzo (1973-1974), de l'AC Reggiana (1974), de la Juventus (1975-1979) son club formateur avec qui il a gagné tous ses titres, de l'Atalanta (1979-1980 puis 1981-1982), de l'Union Sportiva Sanremese Calcio 1904 (1980-1981), du Rondinella (1982-1983 puis 1985-1986) et de la Fiorentina (1983-1984).
Il joue le premier match de Serie A de sa carrière le 24 septembre 1972 lors d'un match Ternana-Naples (défaite 1-0), et sa première rencontre avec la Juventus le 15 juin 1977 lors d'un nul 1-1 contre Lecce en Coppa Italia.

## Palmarès
Juventus
| - Championnat Primavera (1) : - Champion : 1971-72. - Championnat d'Italie (2) : - Champion : 1976-77 et 1977-78. - Vice-champion : 1975-76. |  | - Coupe d'Italie (1) : - Vainqueur : 1978-79. - Coupe UEFA (1) : - Vainqueur : 1976-77. |